# Les Chansons de Bilitis
Pour les articles homonymes, voir Chanson (homonymie) et Bilitis (homonymie).

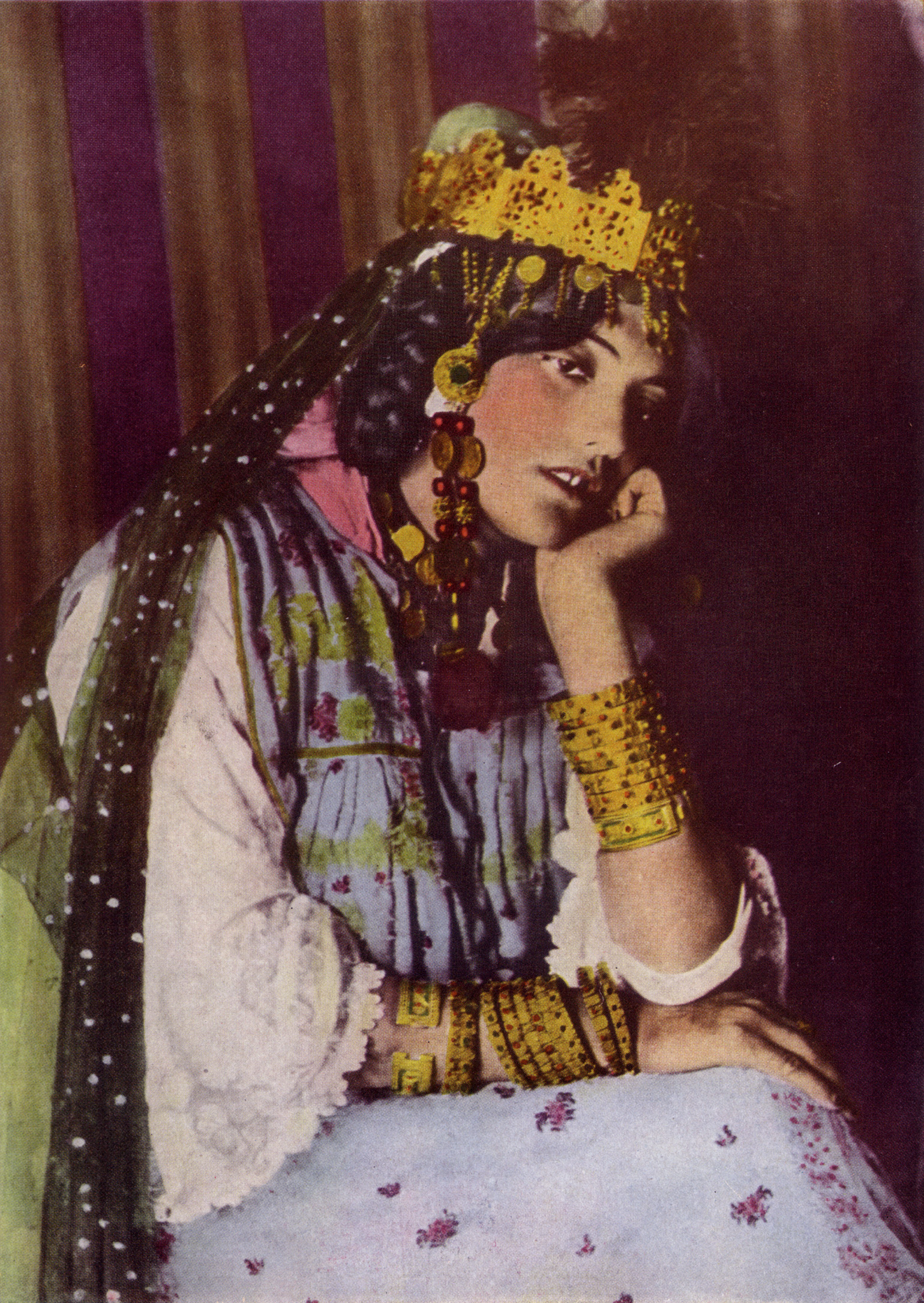
Danseuse de Biskra, nommée « M.b.A » (Meriem ben Atala) dans la dédicace, l'une des sources d'inspiration pour Les Chansons de Bilitis. (In National Geographic Magazine, 03.1917)

Les Chansons de Bilitis est une œuvre poétique publiée à Paris en 1894. L'ouvrage se donne comme une traduction du grec, due à Pierre Louÿs, de l'œuvre d'une poétesse antique du nom de Bilitis, à laquelle sont attribués ces poèmes érotiques et passionnés. L'ouvrage est précédé d'une Vie de Bilitis, retracée par le traducteur, et accompagné de plusieurs pages de notes.
En fait, les poèmes sont bien de la main de Pierre Louÿs. Il s'agit d'un ouvrage de pseudo-traduction. Afin de rendre crédibles ses traductions, Pierre Louÿs prend soin d'inclure la description de la découverte des poèmes sur les murs d'une tombe de Chypre par un archéologue allemand, qu'il nomme Herr G. Heim. Il inclut également des titres de poèmes non traduits.
Lors de sa publication, l'ouvrage parvient à tromper les experts, et s'il ne fait aujourd'hui aucun doute qu'ils sont de la main de Pierre Louÿs lui-même, ces poèmes sont toujours considérés comme importants dans la littérature.
Pierre Louÿs a également rédigé une série de poèmes encore plus érotiques, Les Chansons secrètes de Bilitis, qui ne sont publiées qu'après sa mort.
L'ouvrage a inspiré plusieurs artistes, et certaines chansons ont été mises en musique par Rita Strohl, puis Claude Debussy.

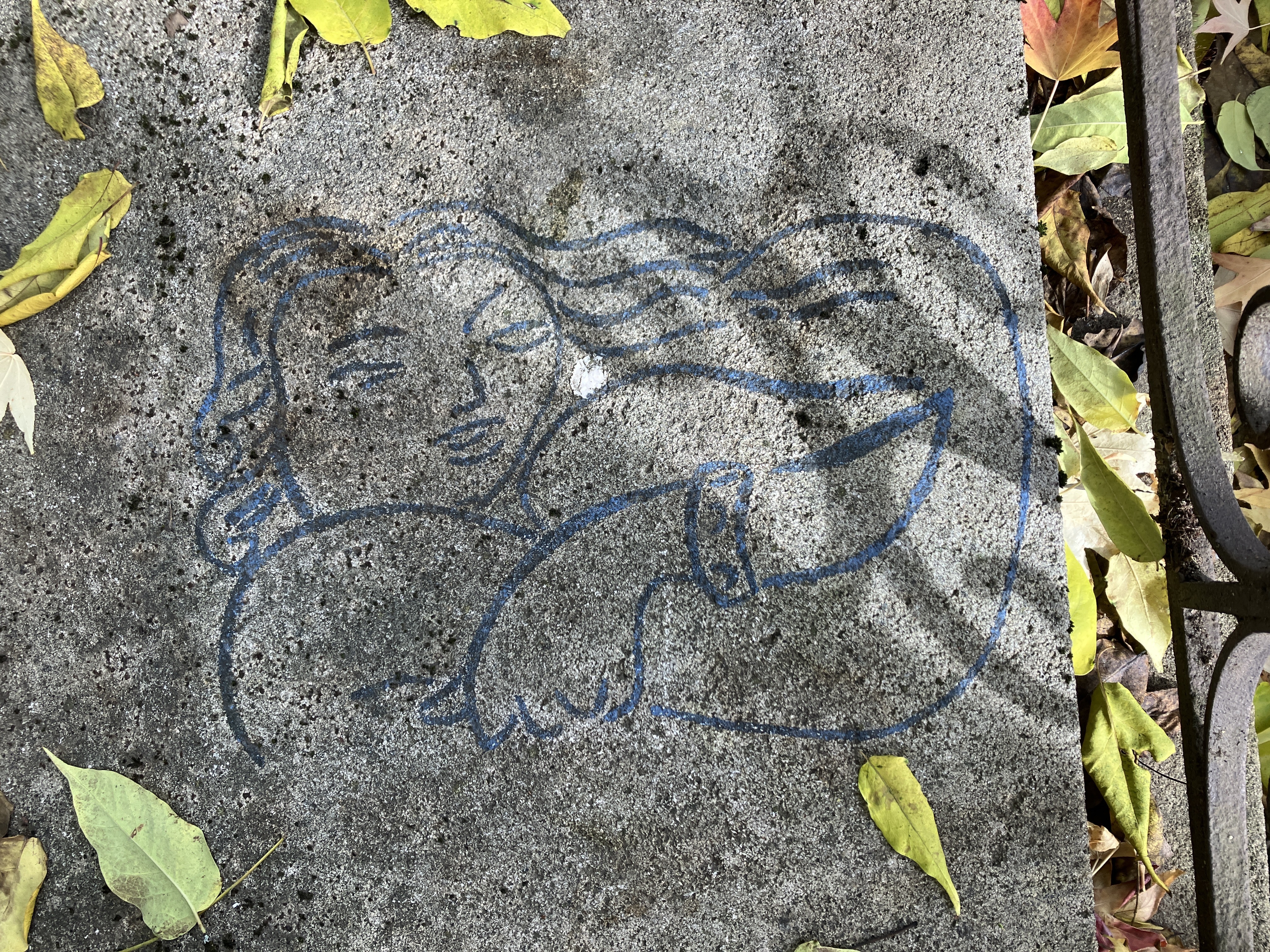
Un dessin sur sa tombe, représentant Les Chansons de Bilitis.

## Genèse de l’œuvre
En 1894, Pierre Louÿs et André-Ferdinand Hérold réalisent un voyage en Italie. Ils rencontrent André Gide, qui leur raconte comment il a perdu son pucelage avec une berbère prénommée Meriem, dans la station balnéaire de l'oasis Biskra, en Algérie. Louÿs et Hérold font alors le voyage, et ils rencontrent Meriem la danseuse, et Louÿs s'inspire de ce voyage et de cette rencontre comme point de départ de son ouvrage. Au dessus de la mention « Champel, 11 juillet 1894 », il dédicace le livre à André Gide et, secrètement, à Meriem avec la mention « À André Gide / M.b.A », c'est-à-dire à Meriem ben Atala,.

## Description
Bilitis serait une jeune Grecque du VIe siècle av. J.-C. originaire de Pamphylie, qui aurait vécu sur l'île de Lesbos, où elle aurait été rivale de Sappho, puis à Chypre.
La vie de Bilitis est découpée en trois cycles :
- Bucoliques correspondant aux premières années et aux premières expériences amoureuses à Pamphylia.
- Élégies pour ses années à Mytilène centrées sur l'indulgence pour la sensualité homosexuelle.
- Épigrammes relatant sa vie de courtisane à Chypre.

Les cycles évoluent tous vers une conclusion mélancolique et tragique, amenant à un changement de vie et une progression plus profonde dans l'exploration de ses émotions, expériences et de sa sexualité.
Dans le cycle bucolique, Bilitis tombe amoureuse d'un garçon, mais il la viole, alors qu'elle fait une sieste dans les bois. Elle tombe enceinte, l'épouse, mais il est de plus en plus abusif, et elle est obligée de le quitter.
Dans le cycle élégiaque, sa relation avec sa bien-aimée Mnasidika se refroidit, jusqu'à ce qu'elle la quitte et déménage à nouveau.
Enfin dans les épigrammes, elle est une courtisane renommée mais est nostalgique de sa relation avec Mnasidika. Elle termine son histoire à graver dans le noir ses poèmes sur les murs d'une tombe, sa beauté passée.
La table des matières de l'édition 1898, parue au Mercure de France, donne 158 pièces numérotées, regroupées en trois parties, également numérotées (I. « Bucoliques en Pamphylie » ; II. « Élégies à Mytilène » ; III. « Épigrammes dans l'île de Chypre »), suivies par « Le tombeau de Bilitis », hors numérotation. Douze poèmes sont mentionnés dans la table des matières mais suivi du commentaire : « non traduits ».
La page de titre précise le genre de l'œuvre : « Roman lyrique ».

## Publication
En fait, Bilitis est un personnage fictif, créé par Pierre Louÿs. L'ouvrage qu'il lui attribue est un recueil de poèmes en prose, dans lesquels il déploie toute son érudition et sa connaissance des textes poétiques grecs. C'est l’amour pour la langue, un style simple et le plus juste possible, qui permettent de dégager une grande force au service de la sensualité et de l’amour saphique. Louÿs pousse la mystification, jusqu'à insérer dans son recueil douze pièces poétiques mentionnées comme « non traduites », et donner des références bibliographiques, notamment des articles d'un archéologue allemand imaginaire, le Pr G. Heim (Geheim et Geheimnis signifient « secret » en allemand, et Heim, le « chez-soi »).
Les Chansons de Bilitis constituent le deuxième recueil poétique de Pierre Louÿs. Comme pour la plupart de ses œuvres, il doublera ces Chansons de poèmes en prose de la même veine, tout en accentuant le caractère érotique. Ces Chansons secrètes de Bilitis n'ont été publiées qu'après sa mort.

## Réception
Dans un premier temps, une partie de la critique se laissa abuser par cette supercherie littéraire, après quoi Pierre Louÿs révéla la mystification.
La femme de lettres Jean Bertheroy, notamment, se laisse abuser, et retraduit une partie des poèmes.
Le thème de ce « roman lyrique » étant l'amour saphique, il devient un objet de culte recherché parmi l'underground lesbien du XXe siècle, et ne sera réimprimé officiellement qu'à partir des années 1970. La deuxième édition française est imprimée aux États-Unis par Dover books avec la mention suivante : « This little book of antique love is respectfully dedicated to the young women of a future society. » (« Ce petit livre d'amour antique est respectueusement dédié aux jeunes femmes d'une société future »).

## Illustrations

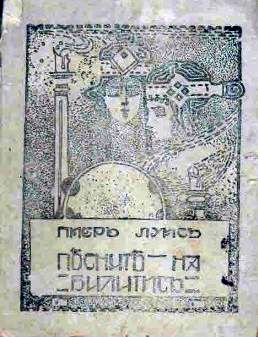
Couverture de l'édition bulgare en 1920.

- Dès 1897, Claude Debussy, qui était ami du poète, mit en musique trois des Chansons de Bilitis : « La Flûte de Pan », « La Chevelure » et « Le Tombeau des naïades » (ce sont trois mélodies pour une voix et piano).
- De 1898 à 1908, Charles Koechlin (1867-1950) met en musique 'Cinq chansons de Bilitis' sous son Opus 39, édité chez l'éditeur musical Salabert, et destiné à une soprano, une mezzo et un piano
- En 1898, Rita Strohl, met en musique 12 des poèmes dans Bilitis (recueil de mélodies pour une voix et piano).
- Un peu plus tard, les Chansons de Bilitis ont été illustrées par de nombreux artistes visuels qui, à l'époque Art déco, ont contribué à leur tour à la popularité de l'œuvre. On peut citer Laure Albin-Guillot, Suzanne Ballivet, George Barbier, Paul-Émile Bécat, Édouard Chimot, Leonid Frechkop, Joseph Kuhn-Régnier, Pierre Leroy, Alméry Lobel-Riche, André Édouard Marty, Génia Minache, Willy Pogány, ou Pierre Lissac.

## Audio

### Influences
- Daughters of Bilitis est la première[6] association lesbienne américaine, fondée en 1955 par Del Martin et Phyllis Lyon, qui doit son nom à cette œuvre. Les fondatrices déclarent que ce nom leur permettra toujours de clamer être un club de poésie[7].
- Bilitis, film érotique réalisé en 1976 par le photographe David Hamilton, lointainement inspiré de l'œuvre de Pierre Louÿs.
- Daughters of Club Bilitis, film coréen de 2011.